# Ján Ursíny
Ján Ursíny (11. října 1896 Rakša – 8. ledna 1972 Rakša) byl slovenský a československý politik, v meziválečném období člen agrární strany, po válce předák Demokratické strany, církevní (evangelický) hodnostář a účastník protifašistického odboje.

## Život

### Meziválečná politická aktivita
Narodil se na Slovensku Jánu Ursínymu a Márii rozené Poloncové. Ve 30. letech 20. století se aktivně angažoval v československém agrárním hnutí, které reprezentoval i jako poslanec parlamentu ČSR za agrární stranu. V parlamentních volbách v roce 1935 získal za agrárníky poslanecké křeslo v Národním shromáždění. Poté, co se roku 1935 stal agrárník Milan Hodža premiérem, prosadil Ursíny zřízení Akčního výboru slovenských koaličních poslanců a stal se jeho předsedou. Spolupracoval s Milanem Hodžou, s jeho čechoslovakistickým názorem se však neztotožňoval. V rámci agrární strany reprezentoval autonomistické křídlo, ale zároveň odmítal autonomistickou agitaci slovenských ľuďáků.
Po Mnichovu se v říjnu 1938 podílel za agrární stranu na dojednávání Žilinské dohody coby společné platformy slovenských stran ve prospěch autonomie a byl jedním ze signatářů její finální verze. Do textu dohody prosadil větu, podle které bude přijetím autonomie česko-slovenský státoprávní poměr vyřešený. V poslanecké sněmovně setrval až do zrušení parlamentu v březnu roku 1939, přičemž krátce předtím, v prosinci 1938, ještě přestoupil do klubu Hlinkova slovenská ľudova strana - Strana slovenskej národnej jednoty, do které se spojily všechny slovenské nesocialistické strany.

### Slovenské národní povstání a poválečná politická aktivita
Za tzv. slovenského štátu byl vězněn.
Byl jedním z organizátorů a jeden z přímých iniciátorů slovenského národního povstání. Již v prosinci 1943 patřil mezi signatáře takzvané vánoční dohody, kterou se komunistický a nekomunistický odboj dohodly na společném postupu. Po vypuknutí povstání 29. srpna 1944 se jako zástupci Slovenské národní rady společně s Lacem Novomeským účastnili jednání v Londýně (s Edvardem Benešem) a v Moskvě. Během jednání odmítal v debatách o poválečném uspořádání návrat k čechoslovakistické podobě meziválečné republiky a prosazoval silnější pravomoce slovenských orgánů.
Za SNP zasedal v povstaleckém Sboru pověřenců. V 1. Sboru pověřenců a 2. Sboru pověřenců byl pověřencem pro věci hospodářské a zásobovací (v 1. Sboru pověřenců společně s Jánem Púllem).
V roce 1944 se podílel na vzniku Demokratické strany spojením různých nesocialistických proudů slovenského odboje. Na sjednocovacím sjezdu 17. září 1944 byl zvolen předsedou strany (čestným předsedou se stal Vavro Šrobár). Ve funkci byl potvrzen na sjezdu v dubnu 1945. V červnu 1945 se politicky utkal o post předsedy strany s Jozefem Lettrichem, který v červenci 1945 skutečně Ursínyho vystřídal a nastoupil až do roku 1948 do čela strany. Ursíny se stal místopředsedou. Po podepsání takzvané aprílové (dubnové) dohody na jaře 1946, kterou Demokratická strana vyšla programově i personálně vstříc katolickému politickému táboru, se Ursíny stal členem užšího předsednictva strany.
V únoru a dubnu 1945 působil na postu pověřence zemědělství a pozemkové reformy (v únoru 1945 s ním tento post krátce zastával i komunista Michal Falťan).
V srpnu 1945 byl delegáty národních výborů zvolen za poslance Slovenské národní rady. Zasedal zde do roku 1946. V letech 1945–1946 byl také poslancem Prozatímního Národní shromáždění za Demokratickou stranu. V parlamentu setrval do parlamentních voleb v roce 1946, pak se stal členem Ústavodárného Národního shromáždění, kde zasedal do roku 1948.
Zastával i vládní posty. V letech 1945–1947 byl náměstkem předsedy vlády (vicepremiérem) v první vládě Zdeňka Fierlingera, ve druhé vládě Zdeňka Fierlingera i v první vládě Klementa Gottwalda.

### Politickým vězněm
Jeho politická kariéra skončila ještě před únorovým převratem. V roce 1947 byl sesazen z funkcí, poté zatčen a odsouzen. Již od roku 1946 totiž slovenští komunisté stupňovali kampaň proti nekomunistickým stranám, při níž komunisté argumentovali propojením Demokratické strany s ľudáckými elementy. V červenci 1947 měl Klement Gottwald projev na Devíně, v němž varoval před „ľudáckou reakcí“ a autonomistickými tendencemi. Ursíny mu veřejně odpověděl, že Košický vládní program z roku 1945, na kterém se podílela i KSS, dával Slovensku výrazné pravomoci a již za války slovenští komunisté mluvili o autonomii/federaci. Situace se vyhrotila v září 1947, kdy Státní bezpečnost zjistila, že tiskový tajemník Ursínyho Otto Obuch má kontakty na ľudácký exil a že byl za slovenského štátu pracovníkem úřadu propagandy. Obuch byl 23. září 1947 zatčen; poté proběhla policejní prohlídka Ursínyho kanceláře. Ursíny dodatečně vysvětloval, že Obucha zaměstnal, aniž by věděl o jeho ľudácké minulosti a kontaktech na exil, a když to zjistil, měl v úmyslu ho propustit, ale již to nestihl před Obuchovým zatčením. Ursíny byl viněn z toho, že Obuchovi vyzradil obsah jednání československé vlády o ostraze uranových dolů v Jáchymově. Premiér Klement Gottwald sice Ursínyho ujišťoval, že osobně proti němu nic nemá, ale požadoval jeho rezignaci na post ve vládě. I prezident Edvard Beneš se připojil k požadavku rezignace s tím, že sice nebyl spáchán trestný čin, ale přijetím Obucha se měl Ursíny dopustit politické chyby. Ursíny rezignoval 30. října 1947 poté, co mu bylo přislíbeno utvoření zvláštní komise, která by jeho případ vyšetřila. Ovšem komise se nikdy nesešla a 3. ledna 1948 oznámil ministr vnitra Václav Nosek, že na Ursínyho bude podáno trestní oznámení. Paralelně s Ursínyho kauzou se rozběhly podobné kauzy dalších předáků Demokratické strany. Miloš Bugár a Ján Kempný čelili trestnímu oznámení.
Formálně byl Ursíny obviněn až po únorovém převratu v roce 1948 (před únorem se Státní bezpečnost zdráhala poslat vyšetřovací spis k soudu pro nedostatečné důkazy). z trestného činu vědomého ohrožení obranyschopnosti republiky (kauza údajného vyzrazení jednání vlády o uranových dolech). Ursíny se hájil tím, že v dotyčné době vláda o jáchymovských dolech vůbec nejednala. Bylo mu také kladeno za vinu, že umožnil Obuchovi získat interní zápis o jednání vlády o milosti pro odsouzeného prezidenta slovenského státu Jozefa Tisa. Vlastní soudní proces probíhal již s menším zájmem od dubna 1948. Ursíny byl odsouzen na sedm let. Propuštěn byl v roce 1953, přičemž do politického života se již nezapojil. Demokratickou stranu mezitím ovládlo prokomunistické křídlo a proměnilo ji na Stranu slovenské obrody jako satelitní formaci závislou na KSČ.
V roce 1964 byl Ján Ursíny rehabilitován a Nejvyšší soud zrušil rozsudek z roku 1948.

## Vyznamenání
- 1945: Řád Slovenského národního povstání I. tř.
- 1947: Řád znovuzrozeného Polska I. tř.
- 1992: Řád Tomáše Garrigua Masaryka II.tř. in memoriam

## Dílo
- Z môjho života. Matica slovenská, 2000. ISBN 80-7090-570-0.
- Spomienky na Slovenské národné povstanie. Tranoscius, 1994. ISBN 80-7140-046-7.